# Get Weird
Get Weird è il terzo album in studio del girl group britannico Little Mix, pubblicato il 6 novembre 2015 dalle etichette Syco e Columbia Records

## Promozione

### Tour
Il tour finalizzato a promuovere l'album si è svolto dal 13 marzo 2016 al 27 agosto dello stesso anno. Il tour ha toccato Europa, Oceania e Asia comprendendo in totale 60 tappe.

## Accoglienza
Get Weird ha ricevuto recensioni generalmente positive da parte dei critici musicali. Su Metacritic, l'album ha ricevuto un punteggio medio di 66 su 100, che indica "recensioni generalmente favorevoli", basato su 5 recensioni. AllMusic ha definito l'album "orecchiabile" e ha detto: "C'è un'energia cinetica in molte delle tracce che mi fa venire in mente l'arty dance-pop degli anni '80 di band come Yello incrociato con la musica nitida, blues soul di Robert Palmer", e ha concluso dicendo che "alla fine, la sinergia elegante e decennale di Little Mix funziona e Get Weird finisce ad essere molto divertente”.
NME ha notato che "la personalità del gruppo e le voci potenti illuminano Get Weird, una raccolta piena di entusiasmo e pop scettico. Con l'eccezione di una ballata trap inquietante chiamata Lightning, questo terzo album costantemente impressionante non è così inventivo come le Girls Aloud, ma le sue melodie non sono molto indietro ... Potrebbe non essere così strano, ma a questo punto, ti verrebbe perdonato il fatto di pensare che le Little Mix siano migliori di quello che hai dato loro credito”. The Guardian ha dichiarato che le Little Mix "trascorrono gran parte del loro terzo album saltando attraverso i corridoi pop degli anni '90 piuttosto che spingersi verso l’età adulta", che inizialmente ha deluso il recensore, per poi concludere che "il business è in gran parte capace di galleggiare". Independent ha espresso un giudizio misto, dicendo che "ci sono molte piccole cose che piacciono nel terzo album dei Little Mix ... equilibrato, ovviamente, da molte irritazioni". Get Weird è stato classificato al numero 14 nella lista di Rolling Stone dei "20 migliori album pop del 2015” e ha descritto l'album come "l'album più coerente ed emozionante delle Little Mix fino ad oggi".

## Tracce
1. Black Magic – 3:31 (Edvard Førre Erfjord, Henrik Michelsen, Camille Purcell, Ed Drewett)
2. Love Me Like You – 3:17 (Steve Mac, Iain James, Purcell, James Newman)
3. Weird People – 3:31 (Erfjord, Michelsen, Purcell, Drewett)
4. Secret Love Song (feat. Jason Derulo) – 4:09 (Jez Ashurst, Emma Rohan, Rachel Furner, Jason Desrouleaux)
5. Hair – 3:29 (Erfjord, Michelsen, Anita Blay, James, Purcell)
6. Grown – 2:36 (Erfjord, Michelsen, Jess Glynne, Janée "Jin Jin" Bennett, Purcell, Perrie Edwards, Jesy Nelson, Leigh-Anne Pinnock, Jade Thirlwall)
7. I Love You – 4:09 (TMS, Purcell, Edwards, Nelson, Pinnock, Thirlwall)
8. OMG – 3:23 (Nick Monson, Cottone, Mike Orabiyi, Jon Mills, Kurtis McKenzie, Edwards Nelson, Pinnock, Thirlwall)
9. Lightning – 5:12 (TroyBoi, Cottone, Edwards, Nelson, Pinnock, Thirlwall)
10. A.D.I.D.A.S. – 3:22 (Cottone, Nathan Duvall, Kiris Houston, Aubrey Graham, Noah Shebib, Majid Al Maskati, Jordan Ullman, Anthony Jeffries, Pinnock, Thirlwall)
11. Love Me or Leave Me – 3:26 (Thirlwall , Julia Michaels, Shane Stevens)
12. The End – 2:12 (Purcell)

Tracce bonus nell'edizione deluxe
1. I Won't – 3:17 (TMS)
2. Secret Love Song, Pt. II – 4:26 (Ashurst)
3. Clued Up – 4:06 (TMS)
4. The Beginning – 1:33 (Purcell, Kearns)

Tracce bonus dell'edizione giapponese
1. Black Magic (Acoustic) – 3:29
2. Love Me like You (Christmas Mix) – 3:30
3. Flower feat. Little Mix – Dreamin' Together – 4:56

Tracce bonus della Expanded Edition
1. Hair (feat. Sean Paul) – 3:55 (Sean Paul Henriques, Erfjord, Michelsen, Blay, James, Purcell)
2. Hair (feat. Sean Paul) (Wideboys remix) – 3:48

Note
- A.D.I.D.A.S. contiene elementi di Hold On, We're Going Home di Drake.

## Successo commerciale
L'album ha debuttato alla posizione numero 2 della Official Albums Chart con 60,053 copie vendute la sua prima settimana, dietro a If I Can Dream di Elvis Presley. A Novembre 2015 le Little Mix sono diventate l'unico gruppo femminile britannico ad avere tre album debuttati in top 15 della Billboard 200, grazie al debutto dell’album alla posizione numero 13. Inoltre l'album ha debuttato alla posizione numero 1 in Irlanda, numero 2 in Australia e nella top 20 in Svezia, Italia, e altri paesi.

## Classifiche
| Classifica (2015) | Posizione massima |
| ----------------- | ----------------- |
| Australia         | 2                 |
| Austria           | 16                |
| Belgio (Fiandre)  | 15                |
| Belgio (Vallonia) | 54                |
| Canada            | 12                |
| Danimarca         | 15                |
| Francia           | 47                |
| Germania          | 29                |
| Giappone          | 35                |
| Irlanda           | 1                 |
| Italia            | 20                |
| Norvegia          | 28                |
| Nuova Zelanda     | 8                 |
| Paesi Bassi       | 9                 |
| Portogallo        | 12                |
| Regno Unito       | 2                 |
| Spagna            | 15                |
| Stati Uniti       | 13                |
| Svezia            | 13                |
| Svizzera          | 18                |